# Ochotona muliensis
Thỏ cộc Muli (Ochotona muliensis) (tiếng Anh: Muli Pika) là một loài động vật có vú trong Họ Ochotonidae của Bộ Thỏ. Đây là loài đặc hữu của Trung Quốc. Môi trường sống tự nhiên của chúng là đồng cỏ ôn đới. Chúng bị đe dọa bởi sự mất môi trường sống. Loài này được Pen & Feng mô tả năm 1962.